# Hackney (taxi)

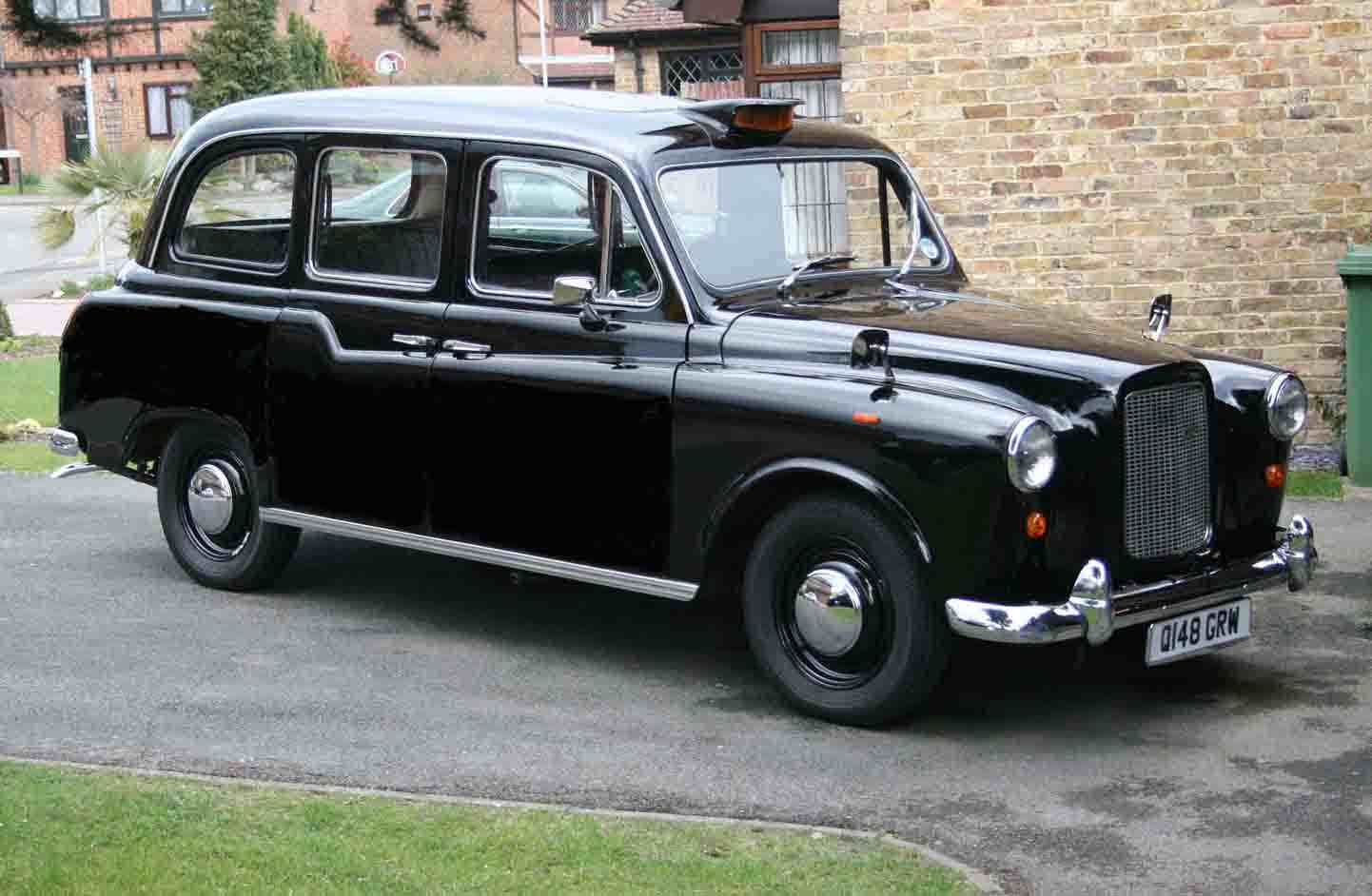
De Austin FX4, het bekendste model Hackney, geproduceerd tussen 1958 en 1997

De Hackney (ook bekend als hackney carriage, hackney cab, black cab of London taxi) is een taxi die in de Britse hoofdstad Londen wordt ingezet. De chauffeurs van de Hackney's worden cabbies genoemd.
De naam Hackney carriage is afgeleid van de eerdere Hackney coaches, paard en wagens, die al sinds het begin van de 17e eeuw in Londen als taxi werden gebruikt. Deze waren weer vernoemd naar de plaats Hackney die nu deel uitmaakt van Londen. In 1662 werd een wet aangenomen om het gebruik van deze koetsjes te reguleren en sinds die tijd zijn er regels ontstaan waar het voertuig en de bestuurder aan moeten voldoen. Deze traditie is voortgezet tot in de 21e eeuw, wat resulteerde in een beperkt aantal soorten auto's dat als Hackney mocht worden ingezet. Een typische eis was de draaicirkel die niet meer dan acht meter mocht zijn omdat de Hackney's anders niet konden keren in het straatje naar het Hotel Savoy.
In 1934 begon de Austin Motor Company met de productie van de Austin London Taxicab. In de loop van de jaren zouden de modellen van Austin het meest gebruikt gaan worden als taxi en daarmee een traditie vormen. In 1948 zou deze auto vervangen worden door de Austin FX3 en in 1958 door de FX4. Dit laatste model zou tot 1997 in gebruik blijven. Sinds die tijd rijden in Londen Hackney's rond zoals de TX1, de TXII en de TX4 waarin nog steeds te zien is dat het ontwerp op de FX4 geïnspireerd is. In 2018 wordt de elektrische LEVC TX geïntroduceerd.